# Apache Shale
Apache Shale — проект Apache Software Foundation, в рамках которого с 2004 года велась разработка альтернативы JavaServer Faces (JSF) для Apache Struts, MVC-среды для разработки веб-приложений на Java.
Разработки Apache Shale в апреле 2009 перемещены в репозиторий устаревших проектов Apache Attic, но некоторая часть кода планируется интегрировать в проект Apache MyFaces.